# پلاسماسل
پلاسماسل‌ها یا پلاسموسیت‌ها (به فرانسوی: Plasmocyte)، سلول‌هایی هستند بیضی یا تخم‌مرغی شکل با هستهٔ کناری که سیتوپلاسم آن‌ها به علت وسعت فراوان شبکهٔ آندوپلاسمی خشن، که بخش عمدهٔ سیتوپلاسم را اشغال کرده مانند بازوفیل دیده می‌شود. برجسته‌ترین ویژگی پلاسماسل‌ها طرح هستهٔ آن‌ها است که نقاط تیره و روشن کروماتین در آن منظره‌ای شبیه صفحهٔ ساعت یا چرخ ارابه ایجاد می‌نماید. در اغلب پلاسماسل‌ها، در بالای هسته نامیز روشنی جلب توجه می‌کند که با دستگاه گلژی وسیع سلول مطابقت می‌نماید. پلاسماسل‌ها از سلول‌های لنفوسیت بی مشتق می‌شوند. به این معنی که لنفوسیت بی پس از برخورد با آنتی‌ژن تحریک و تقسیم می‌گردد که یکی از سلول‌های حاصل از تقسیم، به پلاسماسل‌ها تبدیل می‌شود. پلاسماسل‌ها، پادتنساز هستند. پادتن‌هایی که آن‌ها ترشح می‌کنند شبیه گیرنده‌های آنتی‌ژنی موجود روی غشای لنفوسیت‌های بی اولیه است که به روش‌های مختلف باعث بی‌اثر یا نابود شدن میکروب‌ها می‌شوند.